# Konjunktion (Astronomie)

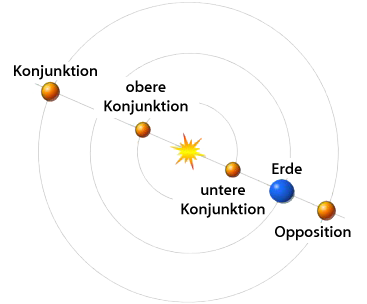
Bei einer Konjunktion bezüglich der Sonne steht ein Himmelskörper von der Erde aus gesehen nahe der Sonne (gleiche ekliptikale Länge). Falls der Himmelskörper eine Bahn hat, die kleiner als die Erdbahn ist, treten bei jedem Umlauf zwei Konjunktionen auf, eine untere (vor der Sonne) und eine obere (hinter der Sonne). Ansonsten gibt es pro Umlauf nur eine Konjunktion hinter der Sonne.

Als Konjunktion (von lateinisch coniunctio ‚Verbindung, Zusammenhang‘; astronomisches Symbol: ☌), veraltet auch Zusammenschein, wird in der Astronomie die scheinbare Begegnung zweier Himmelsobjekte bezeichnet, insbesondere zweier Planeten oder eines Planeten mit Sonne oder Mond.
Unter scheinbarer Begegnung wird verstanden, dass die Himmelskörper am Sternenhimmel mit ähnlicher Position erscheinen, ihre Koordinatenwerte sich also kaum unterscheiden. Der zwischen beiden Himmelsobjekten beobachtete Winkel ist dann sehr gering, die Elongation liegt nahe bei 0°. Oft wird eine Konjunktion auch allein auf die ekliptikale Länge bezogen, als Konjunktion in Länge. Je geringer die Differenz der Koordinaten ausfällt, desto näher stehen beide Himmelskörper am Himmel scheinbar beieinander.
Ein Beispiel für die Konjunktion von Mond und Sonne ist die von der Erde aus zu beobachtende Sonnenfinsternis. Während eines Mondphasenzyklus erreicht der Mond zu Neumond eine Stellung, bei der Sonne und Mond hinsichtlich ihrer ekliptikalen Länge gleich sind (Konjunktion in Länge); falls dann auch ihr Unterschied in ekliptikaler Breite gering genug ist, fällt der Schatten des Mondes auf die Erde.
Wenn sich bei den Begegnungen einer der Körper vor den anderen schiebt, spricht man auch von Berührung beziehungsweise Bedeckung (siehe Okkultation). Als Kontakt werden die Momente bezeichnet, da sich die sichtbaren Scheibchen an ihren Rändern von außen oder innen zu berühren scheinen.

## Konjunktionen, Berührungen und Bedeckungen von Himmelskörpern
Konjunktionen können entweder in Rektaszension (im äquatorialen Koordinationssystem) oder in ekliptikaler Länge (im ekliptikalen Koordinatensystem) auftreten. Diese beiden Arten von Konjunktionen fallen in der Regel nicht auf denselben Zeitpunkt, sondern können zeitlich voneinander abweichen. Es ist also möglich, dass zwei Himmelskörper entlang der Ekliptik in Konjunktion stehen, aber nicht in Rektaszension, und umgekehrt.
Wenn der scheinbare Winkelabstand zwischen zwei Himmelskörpern kleiner ist als die Summe ihrer scheinbaren Radien, kommt es zu einer Berührung. Je nachdem, welcher der beiden Körper näher am Beobachter ist, also „vorn“ liegt, unterscheidet man:
- Transit (Durchgang): Der kleinere Himmelskörper zieht vor dem größeren vorbei (z. B. Merkur vor der Sonne).
- Okkultation (Bedeckung): Der größere Himmelskörper verdeckt den kleineren (z. B. der Mond bedeckt einen Stern oder Planeten).

### Häufigkeit der Erscheinungen
Während Konjunktionen in ekliptikaler Länge regelmäßig zu jeder synodischen Periode eines Planeten auftreten, sind echte Berührungen oder Bedeckungen zwischen Planeten äußerst selten. Planetenbedeckungen durch den Mond sind aufgrund dessen relativ großer scheinbarer Größe deutlich häufiger. Im Durchschnitt treten mehrere pro Jahrzehnt auf.
Sternbedeckungen durch den Mond sind dagegen wesentlich häufiger: Unter günstigen Bedingungen sind freiäugig sichtbare Sternbedeckungen etwa einmal pro Woche beobachtbar.
Kontakte bei Randberührungen
Bei Bedeckungen und Transiten am Sonnen- oder Mondrand unterscheidet man vier charakteristische Zeitpunkte, die sogenannten 1. bis 4. Kontakt:
1. Erster Kontakt: Der kleinere Körper berührt äußerlich den Rand des größeren, noch vollständig außerhalb der Scheibe.
2. Zweiter Kontakt: Der kleinere Körper ist vollständig vor oder hinter der Scheibe, der eigentliche Durchgang beginnt.
3. Dritter Kontakt: Der kleinere Körper beginnt, die Scheibe wieder zu verlassen, der Durchgang endet.
4. Vierter Kontakt: Der kleinere Körper berührt letztmalig den Rand des größeren, nun wieder vollständig außerhalb.

Beobachterstandpunkt (Topozentrik)
All diese Erscheinungen sind in der Regel auf einen Beobachter auf der Erde bezogen. Betrachtet man jedoch einen anderen Standpunkt im Sonnensystem (z. B. von einem anderen Planeten oder Satelliten aus), verschieben sich die Zeitpunkte der Ereignisse entsprechend. Man spricht in diesem Zusammenhang vom topozentrischen Problem.

## Besondere Konjunktionen

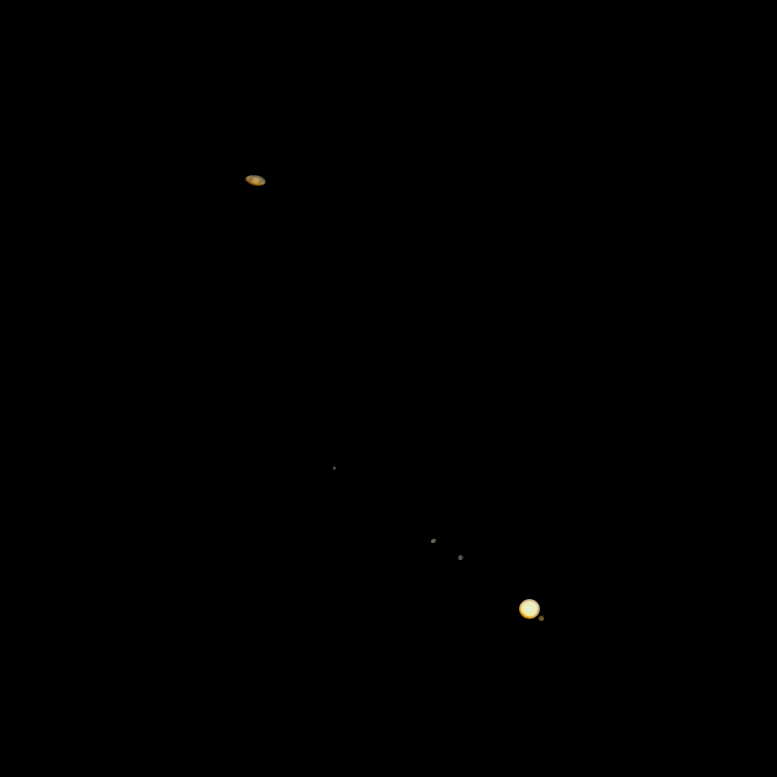
Große Konjunktion im Dezember 2020 mit einem Abstand von etwa 15 Bogenminuten zwischen Saturn (links oben) und Jupiter (rechts unten) zwei Tage vor der größten Annäherung.
Die vier Galileischen Monde: links oberhalb vom Jupiter die Monde Kallisto, Ganymed und Europa, rechts unterhalb in unmittelbarer Nähe zu Jupiter der Mond Io.

Die Große Konjunktion im Jahr 7 v. Ch., wie sie am 12. November am Himmel Jerusalems aussah, Blick Richtung Süden

Konjunktionen zwischen den Planeten untereinander, den Planeten und hellen Fixsternen, dem Mond und Planeten, sowie dem Mond und hellen Sternen erzeugen oft interessante Anblicke. Sie sind daher meist in astronomischen Jahrbüchern angeführt (z. B. Himmelsjahr, Astronomischer Almanach für Österreich). Schon Aristoteles erwähnt als Beispiel in seiner Schrift Meteorologica im Jahr 350 v. Chr. eine solche Erscheinung, bei der Jupiter (Planet) mit einem Fixstern im Sternbild Zwillinge zu verschmelzen scheint.
Besonders spektakulär ist das Zusammentreffen von Jupiter und Saturn am Himmel, eine sogenannte Große Konjunktion. Sie tritt etwa alle 20 Jahre ein. Weil die beiden hellen Planeten wegen ihrer großen Entfernung nur langsam über den Sternhimmel wandern, stehen sie wochenlang nahe beisammen. Wenn sie in dieser Zeit ihre Opposition haben, können sich ihre jährlichen Planetenschleifen fast decken, und sie begegnen sich während einiger Monate sogar dreimal. Diesen seltenen Sonderfall nennt man Größte Konjunktion; sein Auftreten im Jahr 7 vor Christus gilt als eine mögliche Erklärung des im Matthäus-Evangelium beschriebenen Stern von Betlehem.
Manchmal bilden Planeten für einige Tage bis Wochen auch Dreiecke oder Vierecke mit hellen Sternen, was aber nur in wenigen Jahrbüchern vorausberechnet wird. Am Frühlingshimmel 2014 gab es zwei solcher Konstellationen: Jupiter mit den Zwillingssternen Castor und Pollux als Dreieck sowie Mars, Saturn, Arktur und Spica als Viereck; im Mai 2020 bildeten Merkur, Venus, Mond und die Zwillingssterne ein Fünfeck.
Wenn drei oder mehr helle Planeten nebeneinander zu sehen sind, fällt auch unerfahrenen Beobachtern auf, dass sie fast genau in einer Reihe stehen. Grund dafür ist, dass die Bahnebenen der großen Planeten nur wenig von der Bahnebene der Erde (Ekliptik) abweichen. Eine Reihung von drei Planeten tritt ein- bis zweimal im Jahr auf, seltener sind Reihen von vier Planeten. Sehr selten sind Planetenparaden, bei denen die fünf hellsten Planeten in Reihe freiäugig zu sehen sind: Merkur, Venus, Mars, Jupiter und Saturn – im Juni 2022 sogar in dieser Reihenfolge und in verschiedenen Konjunktionen mit dem die Planetenreihe entlangwandernden Mond.
Konjunktionen von Kleinplaneten (Asteroiden) oder der lichtschwachen Planeten Uranus und Neptun mit hellen Planeten oder Fixsternen ermöglichen auch ungeübten Beobachtern diese Objekte aufzusuchen, da der helle Planet oder Stern als Leitstern dienen kann.
Interessante Konjunktionen ergeben sich auch aus Durchgängen von Satelliten, erfordern aber sehr exakte Vorausberechnung und spezielle Methoden der Beobachtung.
Sternbedeckungen durch Asteroiden erlauben es, deren Größe und Form sehr präzise zu vermessen, indem an verschiedenen Orten auf der Erde die Dauer der Okkultation und Zeit gemessen wird.

## Planetenkonjunktionen

### Dreifache Konjunktion und Schleife
Stehen zwei Himmelskörper fast zur gleichen Zeit in Opposition zur Sonne, so kann es wegen der scheinbaren Schleifenbahnen der beteiligten Himmelskörper zu drei Konjunktionen innerhalb weniger Monate kommen. Man spricht hierbei von einer dreifachen Konjunktion. Solche Ereignisse sind zwischen den Planeten sehr selten. Die letzte derartige dreifache Konjunktion zwischen Mars und Jupiter fand 1980, zwischen Jupiter und Saturn 1981 und zwischen Mars und Saturn 1945/46 statt, die nächsten derartigen Ereignisse treten erst wieder 2123 (dreifache Konjunktion Mars – Jupiter), 2238/39 (dreifache Konjunktion Jupiter – Saturn) und 2148 (dreifache Konjunktion Mars – Saturn) ein. Dreifache Konjunktionen zwischen Jupiter und Uranus und Jupiter und Neptun sind häufiger.

### Obere und untere Konjunktion
In Bezug auf Konjunktionen der unteren Planeten Merkur und Venus mit der Sonne werden von der Erde aus gesehen zwei grundsätzlich verschiedene Stellungen unterschieden und als obere Konjunktion beziehungsweise untere Konjunktion bezeichnet: Stehen Merkur oder Venus hinter der Sonne, so befinden sie sich in oberer Konjunktion, stehen sie zwischen Erde und Sonne, so befinden sie sich in unterer Konjunktion. Beide Planeten haben in oberer Konjunktion jeweils den größten Erdabstand und in unterer Konjunktion jeweils den kleinsten Erdabstand. Ihre Sichtbarkeit ist in diesen Positionen allerdings meistens nicht gegeben, da sie am Himmel von der Sonne überstrahlt oder verdeckt werden. Nur in Ausnahmefällen sind Merkur oder Venus in unterer Konjunktion während eines Durchgangs (Planetentransit) sichtbar, Venus in oberer Konjunktion bei einem großen nördlichen oder südlichen Sonnenabstand.
Für die oberen Planeten gibt es nur die eine Art der Konjunktion mit der Sonne: hinter dieser; sie können nicht zwischen Erde und Sonne stehen. Steht ein oberer Planet in Konjunktion, so hat er den größten Erdabstand und ist von der Erde aus nicht sichtbar. Die oberen Planeten erreichen ihre beste Sichtbarkeit zum Zeitpunkt der Opposition.

## Konjunktionen des Mondes
Steht der Mond in Konjunktion mit der Sonne, so ist Neumond. Wie Merkur und Venus zieht der Mond meist etwas nördlich oder südlich an der Sonne vorbei. Nur wenn er in der Nähe seiner Bahnknoten (Mondknoten) steht, kann er für Beobachter in manchen Gebieten der Erde direkt vor der Sonne vorbeiziehen. Damit findet an diesen Standorten eine partielle oder totale Sonnenfinsternis statt.

## Galerie

Verschiedene Konjunktionen
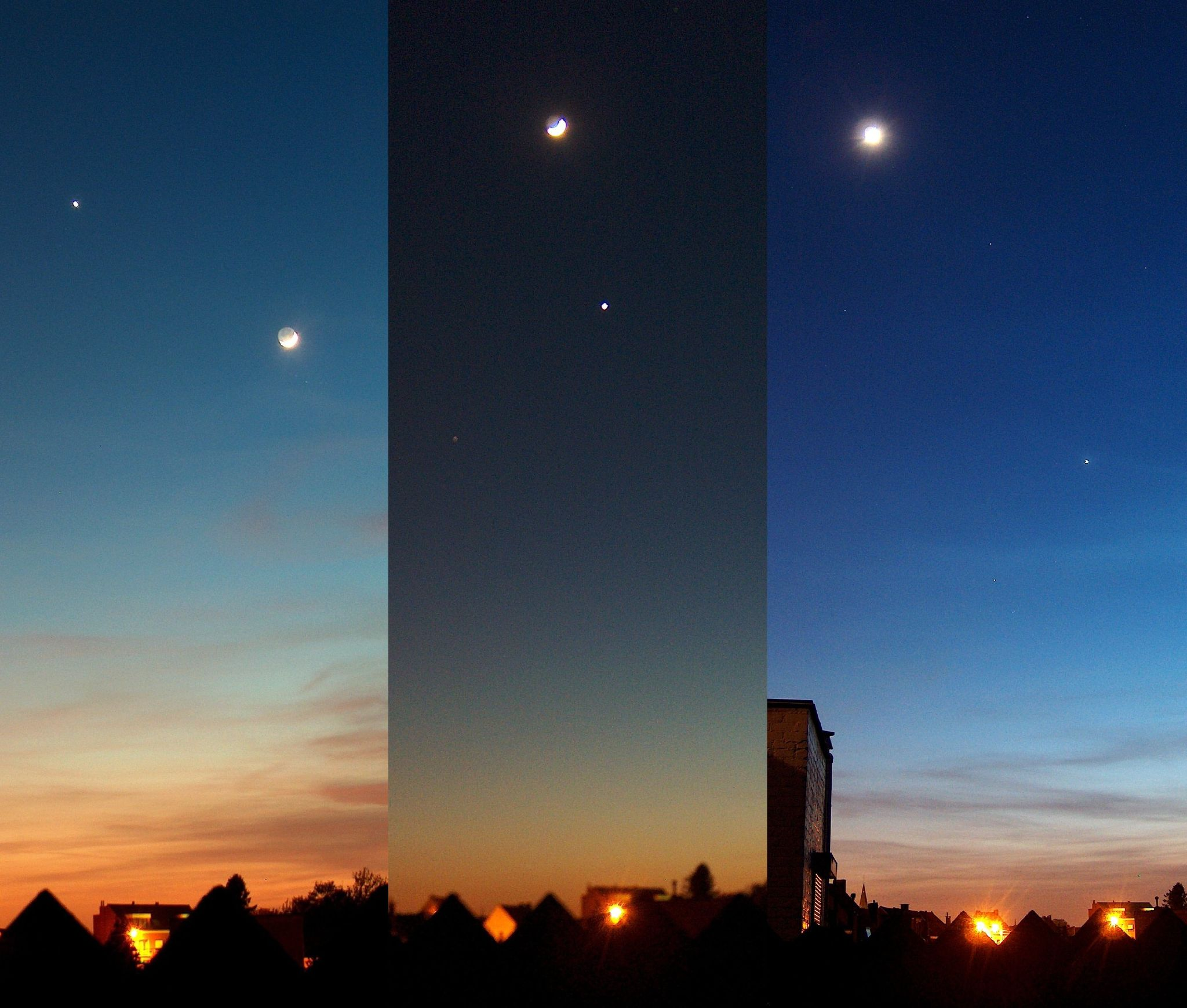
Drei aufeinanderfolgende Tage der Konjunktion zwischen Mond und Venus
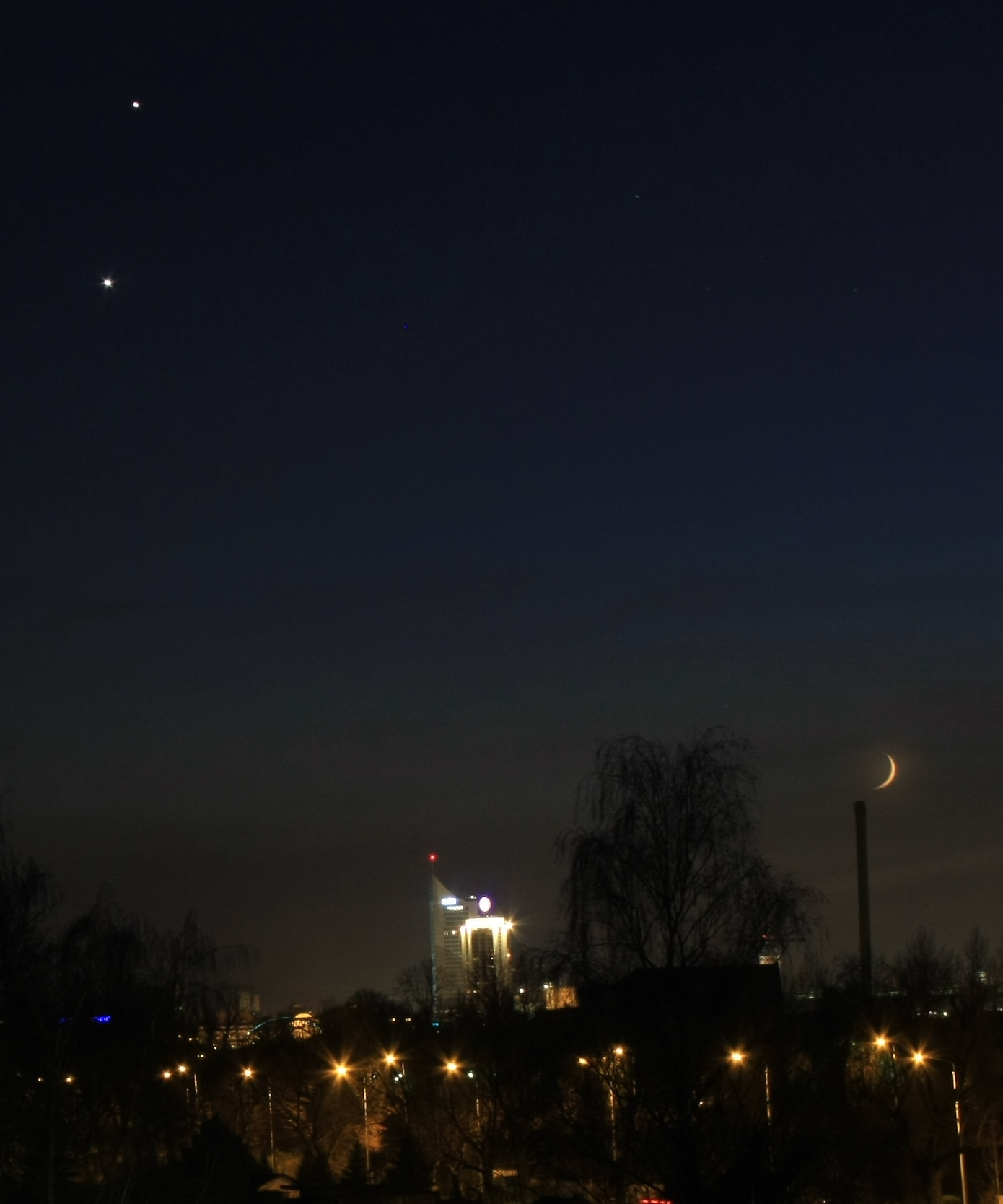
1 Tag vor dreifacher Konjunktion von Mond, Venus und Jupiter
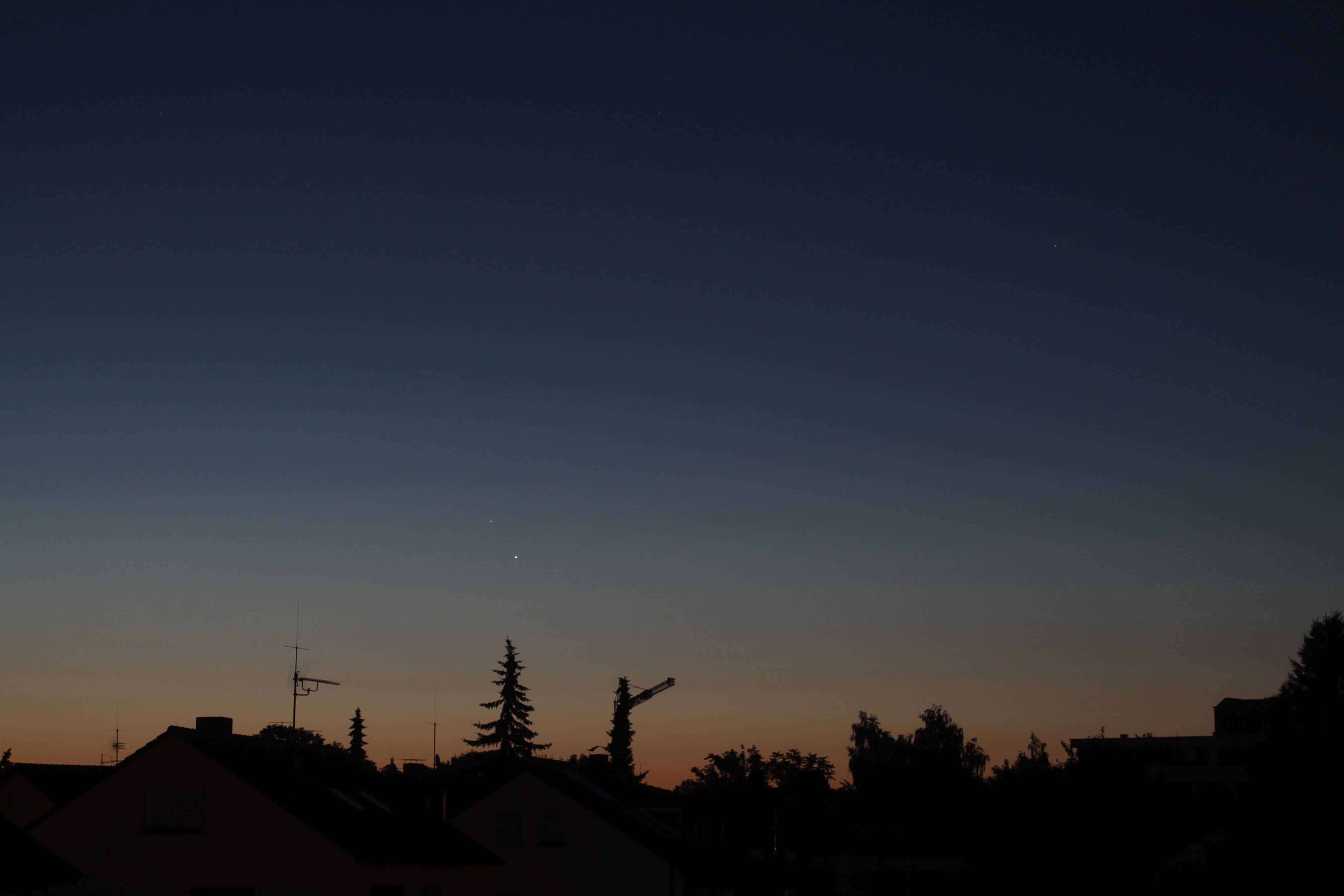
Konjunktion Mars-Jupiter am Morgen des 22. Juli 2013
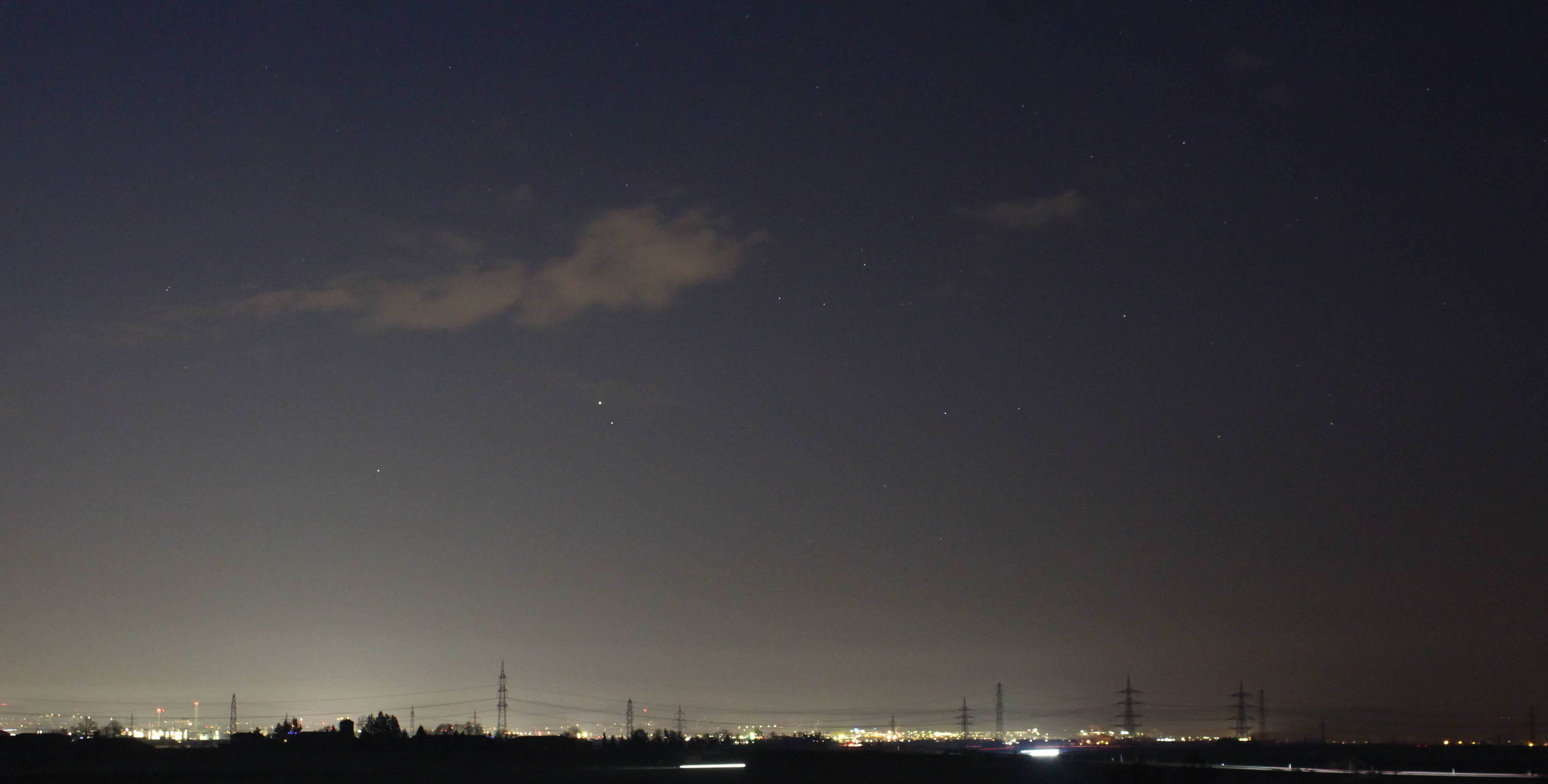
Konjunktion Mars-Jupiter und der weiter östlich stehende Saturn am Morgen des 20. März 2020
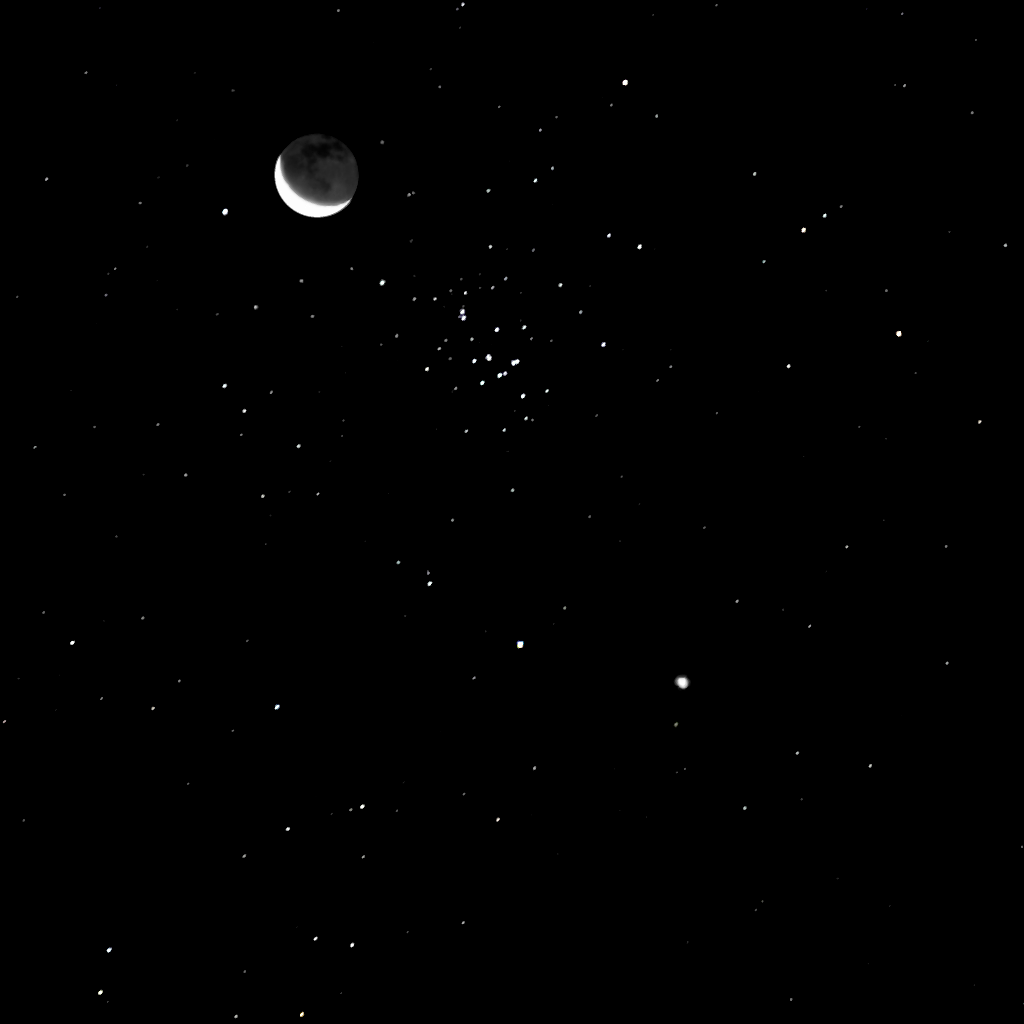
Mond und Venus, die getrennt durch den offenen Sternhaufen Praesepe im Sternbild Krebs in Konjunktion stehen. Die Ekliptik verläuft von links unten nach rechts oben; der abnehmende Mond befindet sich nördlich und die Venus (halb rechts unten) südlich der Ekliptik.
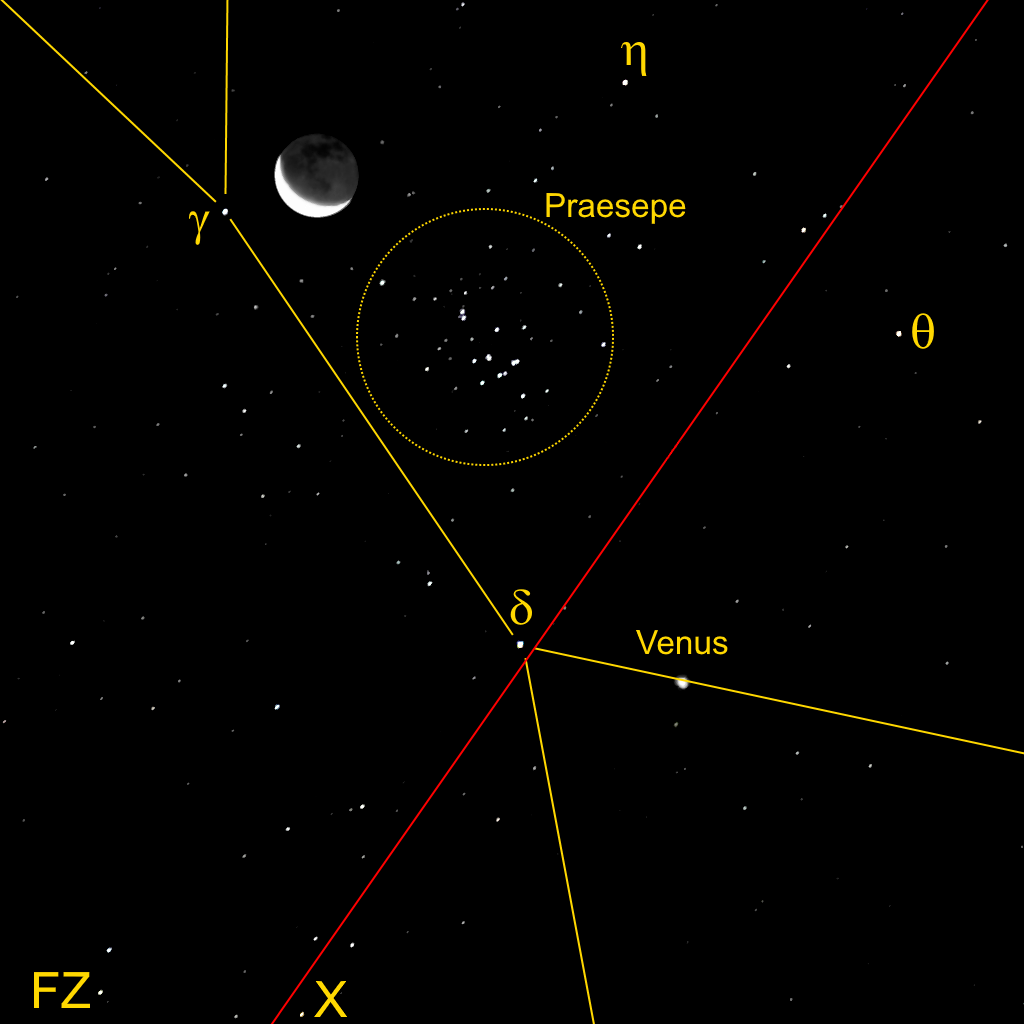
Beschriftete Variante der vorstehenden Aufnahme
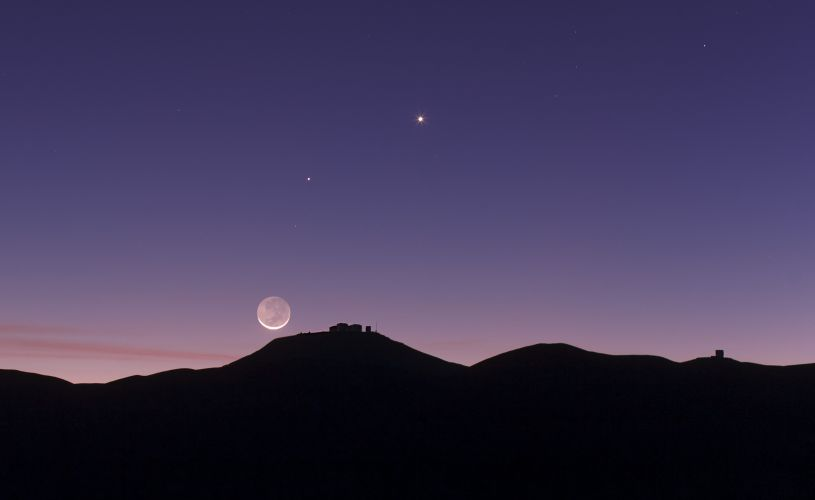
Nahezu Konjunktion in Länge von Venus und Mond (mit aschgrauem Mondlicht)
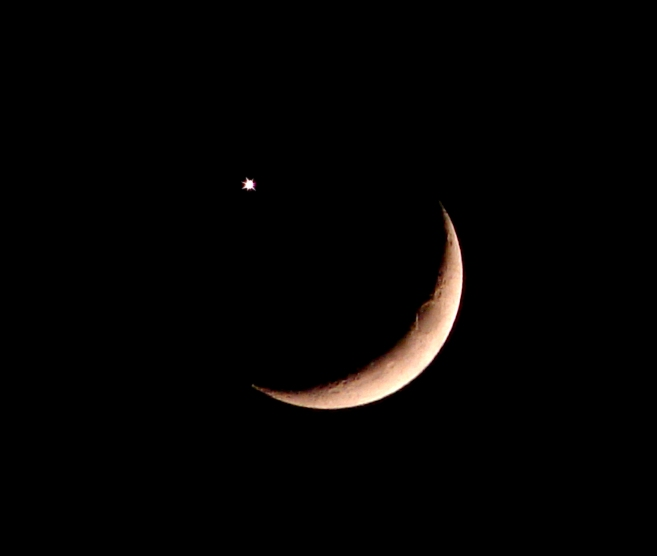
Konjunktion des Mondes mit Venus wenige Minuten vor ihrer Bedeckung (Juni 2007)
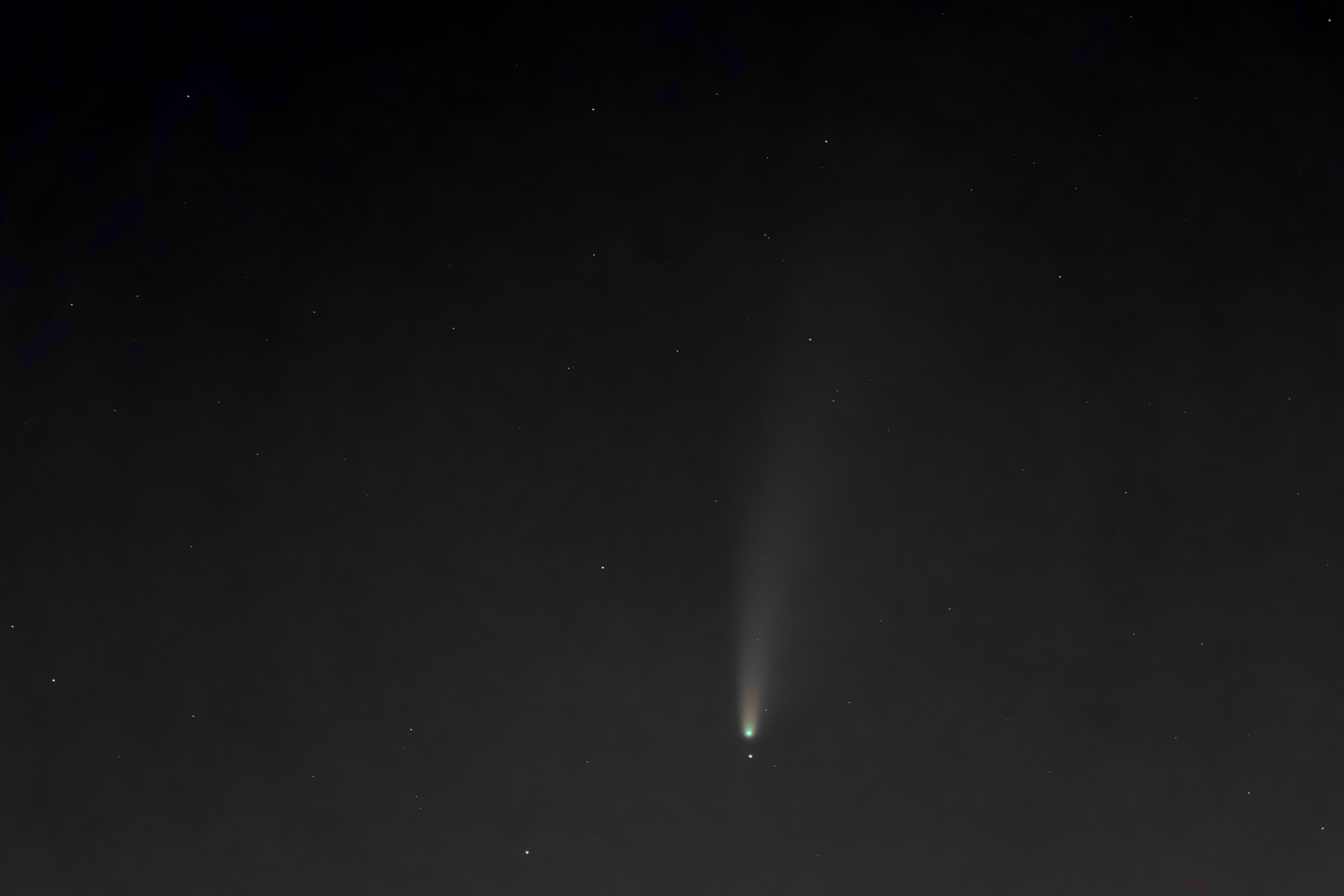
Konjunktion des Kometen C/2020 F3 (NEOWISE) mit dem Stern Talitha Borealis (Iota Ursae Majoris, 3,2m) im Sternbild Großer Bär in der nautischen Abenddämmerung am 18. Juli 2020 um 23:28 Uhr MESZ in einer Höhe von 17° über dem nördlichen Horizont von Berlin (Bildhöhe = 4°). Der Abstand zwischen dem Stern und dem Kometen betrug sieben Bogenminuten. Am unteren Bildrand, etwas links der Mitte der südliche Nachbarstern Alkaphrah (Kappa Ursae Majoris respektive Talitha Australis)
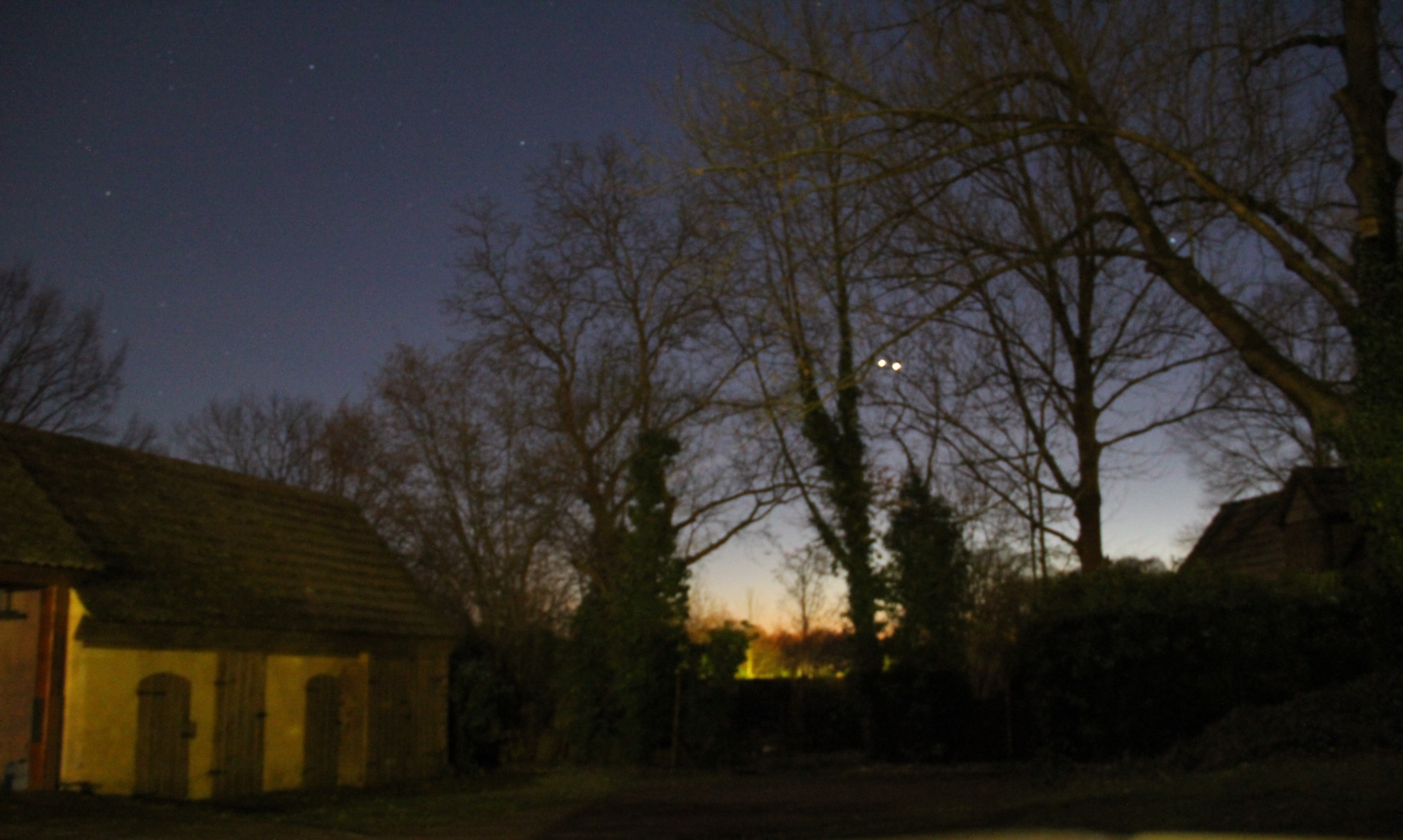
Konjunktion der Planeten Venus und Jupiter, am 1. März 2023, 19.05 Uhr, in Lehnin aufgenommen.

### Sonderformen der Konjunktion
- Okkultation
- Merkurdurchgang
- Venusdurchgang
- Sonnenfinsternis

### Andere besondere Konstellationen
- Opposition
- Quadratur
- Quasikonjunktion